# Studio B
RTV Studio B, più spesso detto Studio B, è un'emittente radiofonica e televisiva a Belgrado, in Serbia. È stata la prima stazione di trasmissione al di fuori del sistema nazionale di media elettronici.

## Storia
RTV Studio B trasmette in un raggio di 100 km attorno a Belgrado, coprendo un'area di tre milioni di telespettatori. Un programma degno di nota fu "Good Morning, Belgrade" (in serbo Beograde dobro jutro?), lanciato nel 1975.
Studio B è stato lanciato come stazione radio nel 1970 dai giornalisti del gruppo Borba. Nel 1972 divenne una società di proprietà del Consiglio comunale di Belgrado. Dal 1975, Duško Radović è stato l'editore dello Studio B.
Lo studio B divenne indipendente nell'aprile 1991, ma ciò fu annullato da una decisione del tribunale societario il 15 febbraio 1996, quando l'ultimo direttore in servizio dello Studio B NTV, Milorad Roganović fu rimosso dal suo incarico, e da quel giorno in poi, Studio B è stato una società di proprietà del governo. Nell'ottobre 1997, Zoran Ostojić è stato rimosso dal posto di direttore e Lila Radonjić dal posto di caporedattore dello Studio B, e questo è stato osteggiato da una dimostrazione.
Nel maggio 2000, lo Studio B è stato nuovamente rilevato. Il 3 dicembre 2012, il programma di notizie di Studio B e alcuni altri programmi hanno abbandonato la scrittura latina a favore della scrittura cirillica.
Il 19 agosto 2015, Studio B è stato venduto alla società di media serba "Maxim Media" per 530.000 euro.

## Programmi

### Telenovele / Serie
| Nome originale                            | Traduzione in serbo           | Origine               |
| ----------------------------------------- | ----------------------------- | --------------------- |
| RIS Delitti Imperfetti                    | Nesavršeni zločin             | Italia                |
| Bitange, princeze                         | Bitange, princeze             | Croazia               |
| Aunque me Cueste la Vida                  | Sve za ljubav                 | Venezuela             |
| Montecristo: Un Amor, Una Venganza        | Montekristo - Ljubav i osveta | Argentina             |
| La Duda                                   | Sumnja                        | Messico               |
| Géminis                                   | Blizanci                      | Venezuela             |
| Aiutanti dell'amore                       | Za cara i otadžbinu           | Russia                |
| Il peccato e la vergogna                  | Greh i sram                   | Italia                |
| L'onore e il rispetto                     | Čast i poštovanje             | Italia                |
| Aquí no hay quien viva                    | Moje drage komšije            | Spagna                |
| El Internado                              | internat                      | Spagna                |
| Un paso adelante                          | Korak napred                  | Spagna                |
| Los hombres de Paco                       | Pakov svet                    | Spagna                |
| 7 vidas                                   | Sedam života                  | Spagna                |
| Orgoglio                                  | Gordost                       | Italia                |
| Westenwind                                | Vetrovi sa zapada             | Olanda                |
| Capri                                     | Kapri                         | Italia                |
| Sous le soleil                            | Pod suncem Sen Tropea         | Francia               |
| Los Serrano                               | Seranovi                      | Spagna                |
| Frasier                                   | Frejžer                       | Stati Uniti d'America |
| Squadra del cuore                         | Tim snova                     | Regno Unito           |
| Skins                                     | Skins                         | Regno Unito           |
| Swingtown                                 | Grad svingera                 | Stati Uniti d'America |
| Incantesimo                               | Opčinjeni                     | Italia                |
| Le stagioni del cuore                     | Doba Ljubavi                  | Italia                |
| Elisa di Rivombrosa                       | Elisa                         | Italia                |
| La figlia di Elisa - Ritorno a Rivombrosa | Elizina kći                   | Italia                |
| Sempre più verde                          | Tuđe-slađe                    | Australia             |